# 紅豆飯

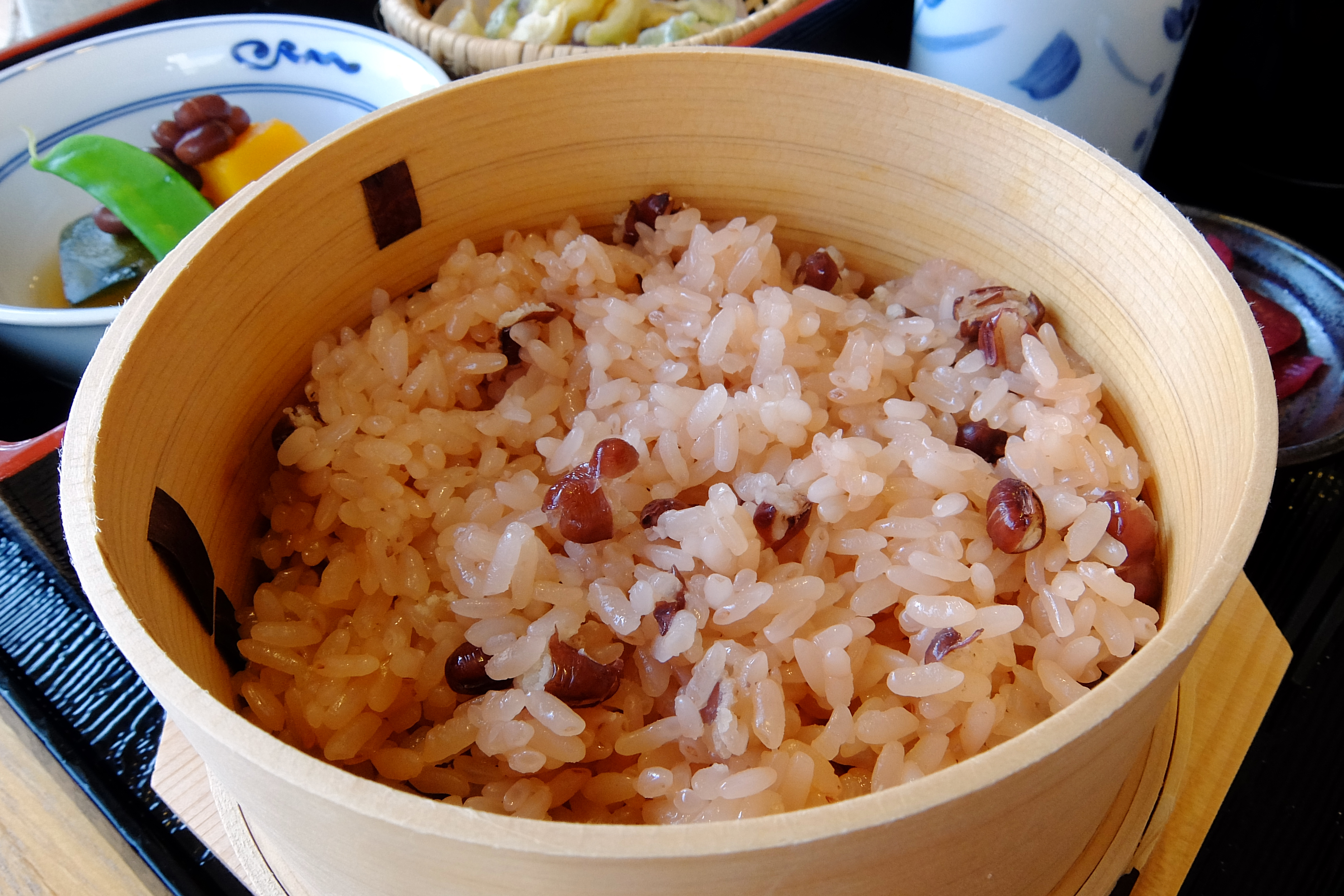
日本赤飯

紅豆飯是在東亞各國，如中國、日本和朝鲜等地的传统饮食。

## 分类

### 朝鲜红豆饭
红豆饭（： patbap）是朝鲜的传统饮食，最早記錄於1491年在朝鲜王朝文官姜希孟著作《衿陽雜錄》先農條中，已有記錄使用紅豆及其他穀物來製成獻祭的食品。

### 日本赤飯
赤飯（日语：／ sekihan *），是一種日本傳統餐食，多使用紅豆混合米飯製成，11月23日為赤飯之日。

### 中國紅豆飯
上海人在日常生活中，也常以紅豆與飯一起炊製，由於紅豆被認為可以祛除身體濕氣，因此紅豆飯在上海常在梅雨季時食用。江蘇鹽城大豐一帶在寒食節有吃紅豆飯的傳統習俗。
2015年，中共中央總書記、中國國家主席習近平在西安招待印度总理納倫德拉·莫迪的国宴菜单內即有紅豆飯。